# Alosterna anatolica
Alosterna anatolica es una especie de escarabajo longicornio del género Alosterna, tribu Lepturini, subfamilia Lepturinae. Fue descrita científicamente por Adlbauer en 1992.
La especie se mantiene activa durante los meses de mayo y junio.

## Descripción
Mide 8-9 milímetros de longitud.

## Distribución
Se distribuye por Turquía.